# Hans-Peter Dangschat
Hans-Peter Dangschat (* 21. November 1985 in Traunstein) ist ein deutscher Politiker (CSU) und Rechtsanwalt. Er ist seit dem 1. Mai 2020 Erster Bürgermeister der Stadt Traunreut. Seit 2020 gehört Dangschat dem Kreistag Traunstein an.

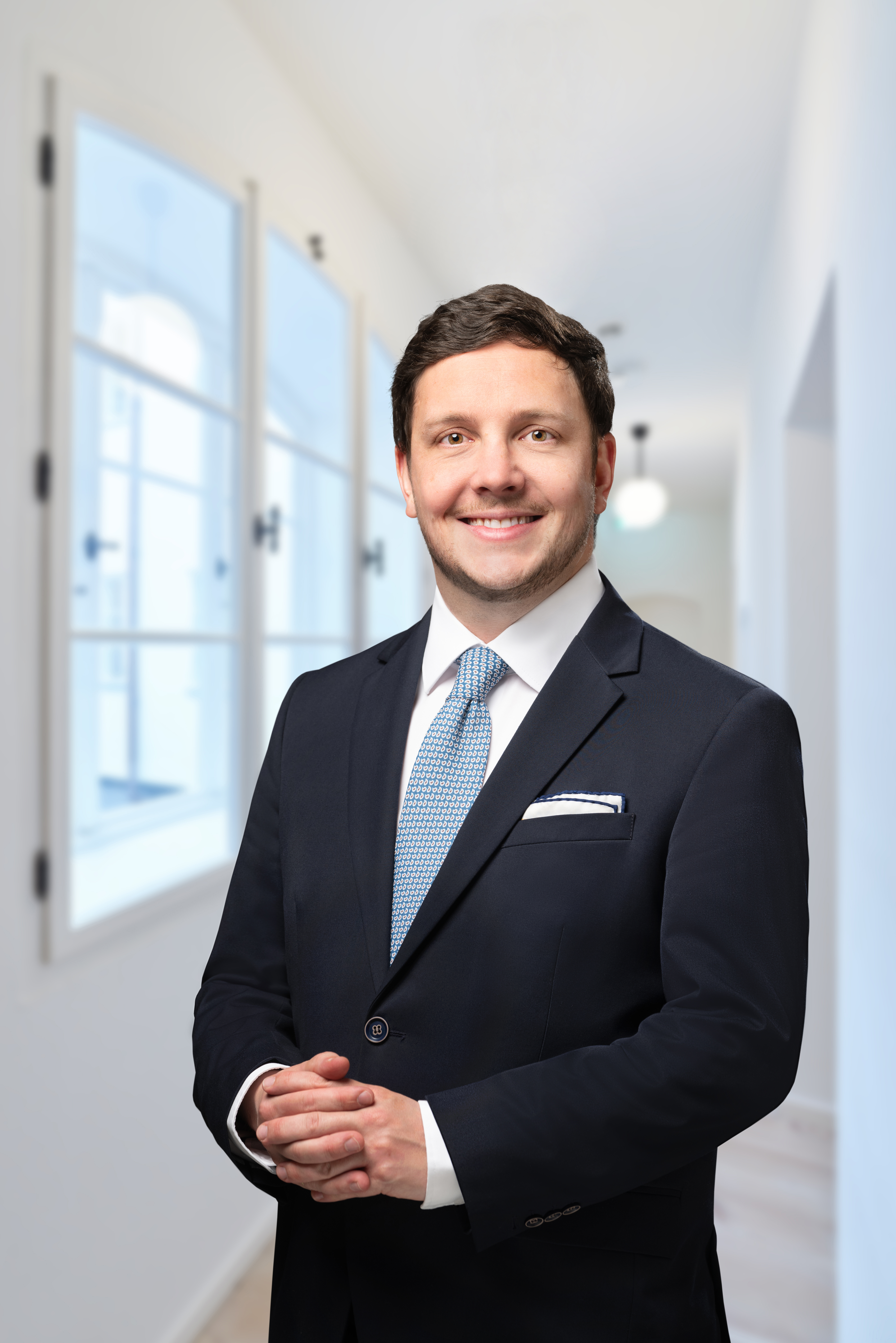
Hans-Peter Dangschat

## Leben
Hans-Peter Dangschat wuchs in Traunreut auf. Nach dem Abitur 2008 studierte Dangschat Rechtswissenschaft in Passau und Augsburg. Nach dem Studium absolvierte er sein Rechtsreferendariat beim OLG München und dem Landgericht Traunstein. Nach dem erfolgreichen Abschluss des Zweiten Juristischen Staatsexamens wurde er als Rechtsanwalt zugelassen. Von 2017 bis 2019 war Hans-Peter Dangschat als angestellter Rechtsanwalt in einer deutsch-österreichischen Rechtsanwaltskanzlei tätig. Von April 2019 bis Mai 2020 führte er seinen Beruf als selbständiger Rechtsanwalt mit dem Schwerpunkt Erb- und Familienrecht in Traunreut fort. Mit seiner Wahl zum Ersten Bürgermeister der Stadt Traunreut wurde die Tätigkeit des Rechtsanwalts ruhend gestellt.

### Politischer Werdegang
Im Alter von 14 Jahren begann Hans-Peter Dangschat sich erstmals für die Kommunalpolitik seiner Heimatstadt Traunreut einzusetzen. Von 1999 bis 2008 war er Vorsitzender der Jungen Union in Traunreut. 
Im Jahr 2008 schaffte Dangschat es von Listenplatz 17 der CSU in den Stadtrat und war mit 22 Jahren das jüngste Mitglied im Rat. Während seiner ersten Stadtratsperiode (2008–2014) übernahm er das Feuerwehrreferat. In seiner zweiten Stadtratsperiode (2014–2020) wurde Dangschat zum Zweiten Bürgermeister der Stadt Traunreut gewählt und übernahm 2018 bis 2020 das Sportreferat.
2020 trat Dangschat gegen sieben weitere Stadträte zur Wahl zum Ersten Bürgermeister an. In einer Stichwahl am 29. März 2020 konnte er sich gegen Amtsinhaber Klaus Ritter (Freie Wähler) mit 64,64 % der gültigen Stimmen durchsetzen und wurde so zum Ersten Bürgermeister der Stadt Traunreut.